# Hirai Momo
Hirai Momo (en japonès, 平井 もも) (Kyotonabe, Prefectura de Kyoto, Japó, 9 de novembre del 1996) és una de les ballarines principals del grup sud-coreà de K-Pop TWICE.

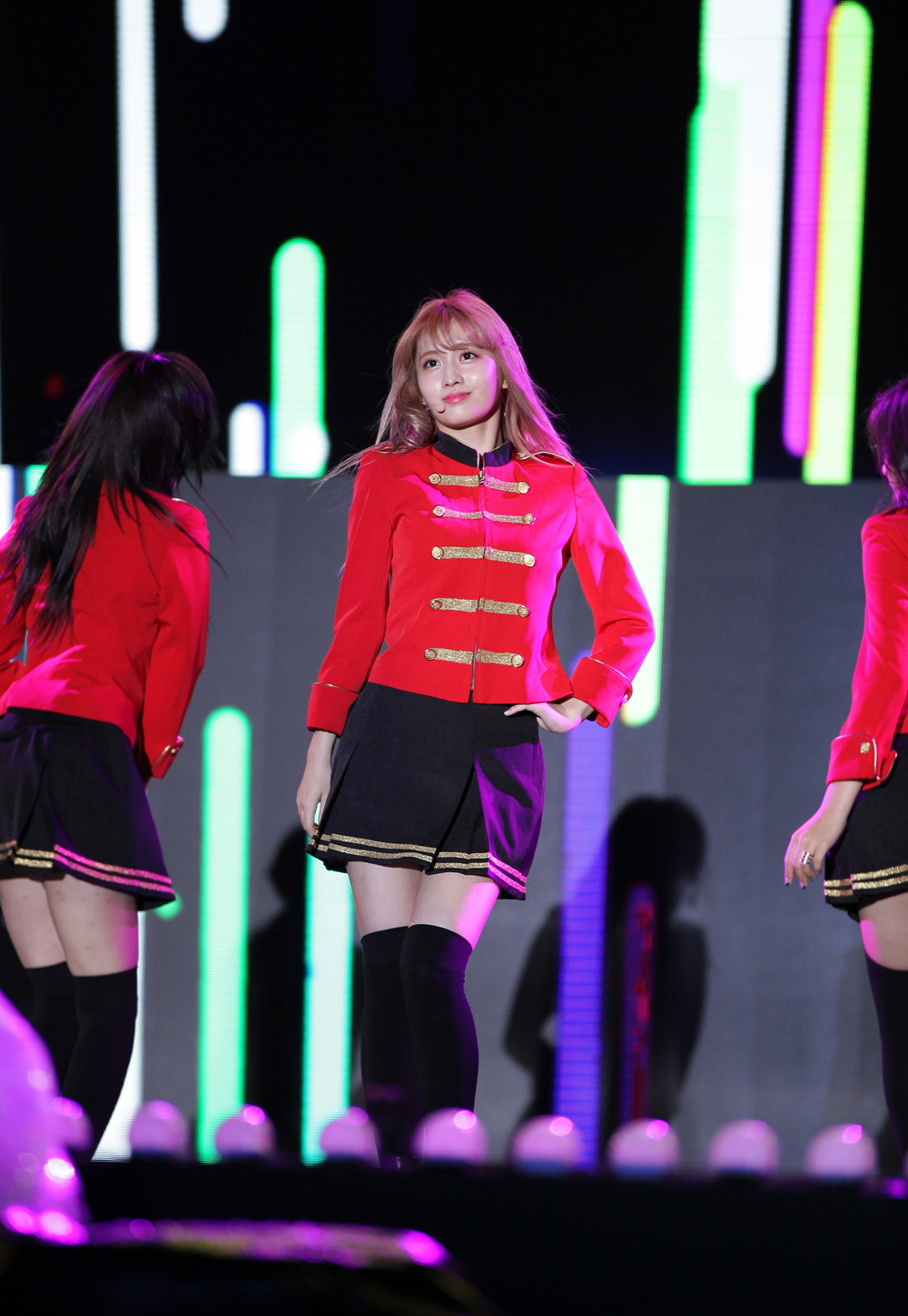
Momo a Arigang 2016 Asia Dream Concert.

Momo va començar a ballar des de molt petita. Quan era adolescent, tenia com a models artistes com Namie Amuro, Rain i Lee Hyo Ri, que la van animar a voler convertir-se en cantant. Es va mudar a Osaka, i va atendre a l'escola de ball Step Out Dance Studio, on conegué a Minatozaki Sana i Nakamoto Yuta del grup NCT. Momo té una germana gran, Hana Hirai.
Un dia ella i la seva germana van publicar un vídeo a YouTube on ballaven, i l'equip de càsting de JYP Entertainment els oferí audicionar. L'audició va ser el 13 d'abril del 2012. La seva germana no va poder passar, però ella sí. Això li va fer dubtar sobre si havia de marxar a Corea, sola i els seus pares li van dir que fes el convenient. Va decidir marxar i ser trainee, deixant els estudis. Abans d'unir-se a Twice, va ballar en diversos vídeos musicals com a "aprenent". El 2015, Momo va participar al reality show de Corea del Sud Sixteen, creat per JYP Entertainment i coproduït per Mnet. Va ser eliminada inicialment al programa, però al final va ser portada de nou per formar part del grup de noies de la formació final Twice.

## Debut amb Twice i reconeixement
- Article principal (anglès)

L'octubre de 2015, Momo va debutar oficialment com a membre de Twice amb el llançament del seu primer EP, The Story Begins, i el seu senzill principal "Like Ooh-Ahh".
A l'enquesta musical anual de Gallup Korea del 2018, Momo va ser votada com el 20è ídol més popular de Corea del Sud. Ha estat una de les estrelles K-pop no coreanes més populars des del seu debut, i el diari "Chosun Ilbo" atribueix la seva popularitat per ajudar a millorar les relacions entre Corea del Sud i Japó. Coneguda per la seva forma física i els seus moviments corporals, va ser sobrenomenada "Dance Machine" i és considerada la millor ballarina de Twice. El 2019, Momo va rebre atenció a Twitter després que es va publicar un tràiler de vídeo seu i es va classificar com la desena ídol K-pop femení més popular en una enquesta sobre soldats que completen el servei militar obligatori a Corea del Sud. El 2022, Momo va ser designada com a musa de la marca de Wonjungyo, una marca de cosmètics supervisada per Wonjungyo, que s'encarrega del maquillatge de Twice.
Hirai Momo és la ballarina principal degut a les seves habilitats, juntament amb Mina. També és vocalista secundària, canta petites parts de rap i una de les tres membres japoneses del grup. Ha participat en les lletres de les cançons "Shot Trough The Heart", "Hot", "Love Foolish" i "21:29".

## Discografia

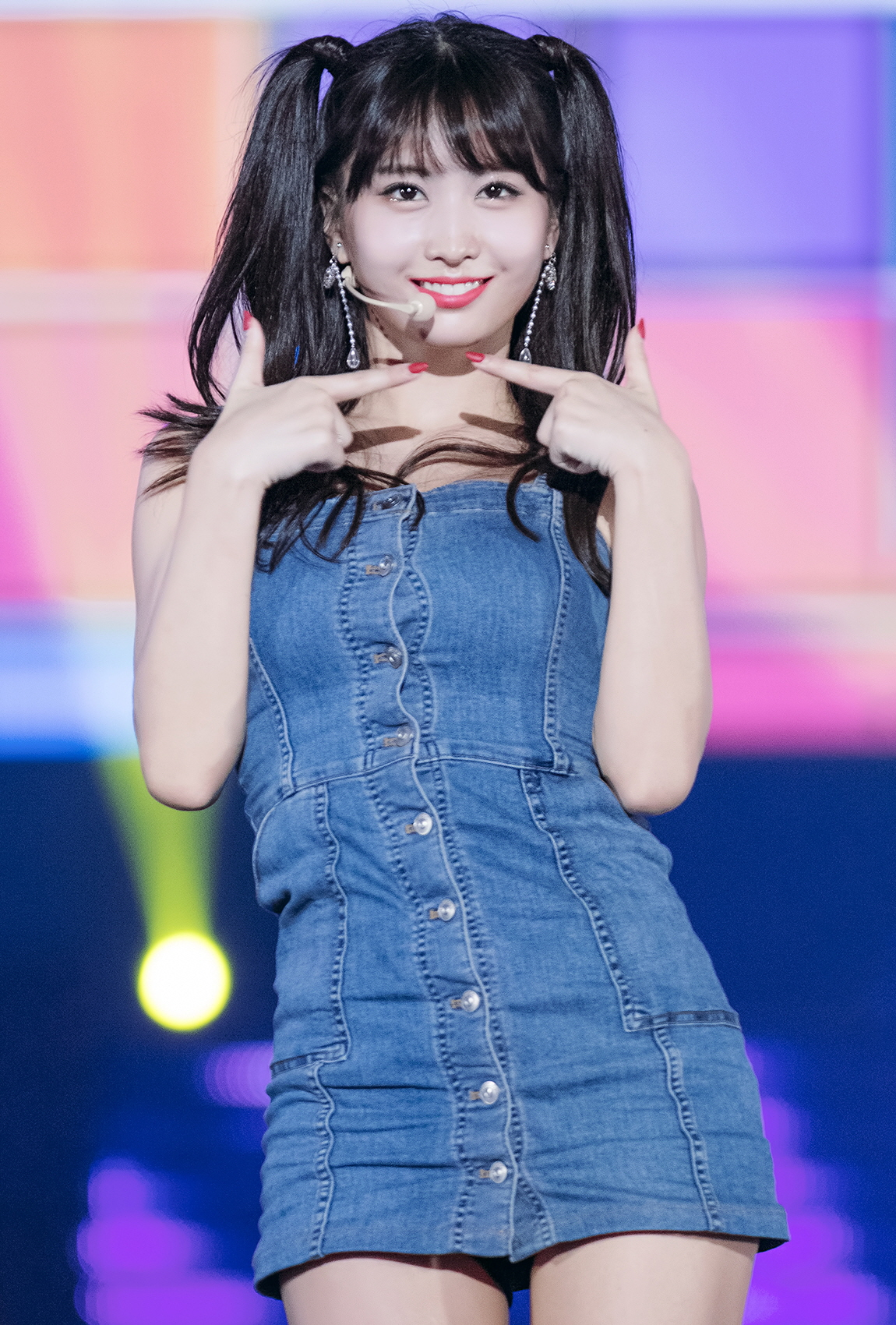
Momo el 17 de juliol de 2018

- Article principal discografia de Twice (anglès)[15]

Crèdits de composició de cançons
Tots els crèdits de les cançons s'han adaptat de la base de dades de la Korea Music Copyright Association tret que s'indiqui el contrari.
Llista de cançons, que mostra l'any de llançament, el nom de l'artista i el nom de l'àlbum
| Títol                 | Any  | Artista | Àlbum         | Notes       |
| --------------------- | ---- | ------- | ------------- | ----------- |
| "Shot Thru the Heart" | 2018 | Twice   | Summer Nights | As lyricist |
| "Hot"                 | 2019 | Twice   | Fancy You     | As lyricist |
| "Love Foolish"        | 2019 | Twice   | Feel Special  | As lyricist |
| "21:29"               | 2019 | Twice   | Feel Special  | As lyricist |
| "Celebrate"           | 2022 | Twice   | Celebrate     | As lyricist |

## Filmografia
Television shows
| Any  | Títol                                | Rol                  | Nota                             | Ref.   |
| ---- | ------------------------------------ | -------------------- | -------------------------------- | ------ |
| 2015 | Sixteen                              | Herself (contestant) |                                  | [ 3 ]  |
| 2016 | Hit the Stage                        | Herself (contestant) | Episode 1–4                      | [ 16 ] |
| 2017 | Real Class – Elementary Kid Teachers | Cast                 | Lunar New Year special (2 Parts) | [ 17 ] |

### Hosting
| Any  | Títol                     | Notes                                    | Ref.   |
| ---- | ------------------------- | ---------------------------------------- | ------ |
| 2016 | Suwon K-pop Super Concert | With Kim Hee-chul, Zhou Mi and Chaeyoung | [ 18 ] |